# 大琉璃擬守瓜
大琉璃擬守瓜（学名：Agetocera discedens）为金花蟲科琉璃擬守瓜屬下的一个种。為台灣特有種，分布於全島山區。

## 生態
成蟲以葫蘆科植物的葉片為食，亦有訪花行為。出現主要活躍春至秋季。

## 外型
主要體色為黃色；外翅為深藍色具金屬光澤。觸角末端三節呈黑色，身長約10.0～14.0 mm。

## 參照
- 臺灣琉璃擬守瓜：近似種，觸角彎曲處（第八節）形狀略有差異

## 相關資訊
- 维基共享资源上的相關多媒體資源：大琉璃擬守瓜

1. 1 2  .   [2019-08-10]. （原始内容存档于2019-08-10）.